# Georg Pick
Pour les articles homonymes, voir Pick.
Georg Alexander Pick (10 août 1859 – 26 juillet 1942) est un mathématicien autrichien, qui a donné son nom au théorème de Pick. 

## Biographie
Il est né à Vienne le 10 août 1859 et y fait de brillantes études en Mathématiques. Après être devenu directeur du département de Mathématiques de l'Université de Vienne, il a entre autres pour élève Charles Loewner lequel laisse son nom au théorème de l'ellipsoïde de volume minimal éponyme. En 1899, Georg Alexander Pick prouve son fameux théorème portant sur l'aire d'un polygone simple dont l'ensemble des sommets sont situés sur le réseau des points à coordonnées entières. Après l'annexion de la Pologne par l'Allemagne, Pick s'enfuit en Tchécoslovaquie mais il est déporté par les nazis au début de l'année 1942. Il meurt au cours de cette-même année dans le camp de concentration de Theresienstadt. Ce n'est que vingt-sept ans plus tard, en 1969, que le mathématicien polonais Hugo Steinhaus redécouvre le théorème de Pick et le rend célèbre en le publiant dans son célèbre livre Mathematical Snapshots (problème n°107).

## Hommage
- (60669) Georgpick, astéroïde nommé en son nom.